# Малезани, Альберто
Альберто Малезани (итал. Alberto Malesani; 5 июня 1954, Верона) — итальянский футбольный тренер.

## Карьера
Игровая карьера Альберто Малезани началась молодёжном составе клуба «Аудаче» (Сан-Микеле), также он выступал за молодёжь «Вероны», однако затем вернулся в «Аудаче» и даже вышел с клубом серии D в серию С в сезоне 1976/77, проведя за клуб в том сезоне 14 матчей, после чего завершил свою карьеру в 23-х летнем возрасте.
После завершения карьеры игрока, Малезани начал работать в амстердамском офисе компании Canon, одновременно изучая метод «тотального футбола» в школе «Аякса». В 1990 году Малезани уехал из Амстердама в клуб «Кьево», где начал работать с молодёжным составом, а уже на следующий год стал помощником главного тренера клуба Карло Де Анджелиса в первой команде, а в 1993 году Малезани стал главным тренером «Кьево», в первом же сезоне выйдя с клубом в серию В. После трёх сезонов во втором итальянском дивизионе, Малезани перешёл в клуб серии А «Фиорентина», а через год Альберто принял предложение «Пармы», с которой Малезани выиграл кубок Италии, Кубок УЕФА и суперкубок Италии, а также дважды занял с командой 4-е место в чемпионате страны.
В сезоне 2000/01 Малезани был уволен, после чего тренировал «Верону». С ней он установил своеобразный антирекорд — впервые в истории чемпионата команда, которая после первого круга шла на шестом месте, вылетела из серии А. После этого он сказал: «Окей, пожалуй, мою зарплату нужно сократить процентов на 40, а в Серию А вернемся уже в следующем году». Но справиться с задачей Альберто не смог. Затем Малезани тернировал «Модену» и греческий «Панатинаикос», во время работы с которым Малезани постоянно критиковала греческая пресса, а после ничьи с аутсайдером «Ираклисом» у тренера случился припадок гнева, во время которого он кричал и стучал по столу. В 2007 году Малезани занял пост главного тренера клуба «Удинезе», заменив уволенного Джованни Галеоне, но занял с клубом лишь 10-е место. 27 ноября 2007 года Малезани был представлен, как главный тренер клуба «Эмполи», взамен Луиджи Каньи, но 31 марта 2008 года Малезани был уволен, после домашнего поражения 0:2 от клуба «Сампдория», которое привёло «Эмполи» к последнему месту в серии А.
23 ноября 2009 года Малезани возглавил «Сиену», которая на момент прихода специалиста, находилась на последнем месте в чемпионате Италии 2009/10. 21 мая 2010 года освобождён с поста главного тренера «Сиены».
1 сентября 2010 года назначен главным тренером «Болоньи». По окончании сезона Альберто покинул клуб, занявший в чемпионате 16-е место.
26 мая 2011 год Малезани возглавил клуб «Дженоа»; он сказал: «Поклонники будут наслаждаться атакующим футболом „Дженоа“. Мы будем играть по схеме 3-4-3». 19 июня 2011 года информация о назначении Малезани на пост главного тренера «Дженоа» нашла своё официальное подтверждение. Контракт подписан сроком на 1 год с возможностью продления ещё на год. 22 декабря 2011 года, через день после крупного поражения от «Наполи» со счётом 1:6, был уволен со своего поста.
2 апреля 2012 года возвращён на пост главного тренера «Дженоа» после увольнения Паскуале Марино. 23 апреля 2012 года, через день после крупного поражения в домашнем матче от «Сиены» (1:4), Малезани был уволен, а на его место назначен Луиджи Де Канио.
5 февраля 2013 года назначен на пост главного тренера «Палермо». Сменил на этом посту Джан Пьеро Гасперини.
29 января 2014 года назначен главным тренером «Сассуоло». Сменил на этом посту Эусебио Ди Франческо.

## Любопытные факты биографии
- На свой медовый месяц Малезани поехал в Барселону, чтобы понаблюдать за тренировками, проводимыми Йоханом Кройфом.
- На знаменитой конференции с «Панатинаикосом» Малезани 21 раз повторил слово «каццо» (член), являющее ругательством.

## Достижения
- Обладатель Кубка Италии: 1998/99
- Обладатель Кубка УЕФА: 1998/99
- Обладатель Суперкубка Италии: 1999